# Magyar Mozgókép Díj a legjobb férfi mellékszereplőnek
A Magyar Mozgókép Díj a legjobb férfi mellékszereplőnek (korábban Magyar Filmdíj) elismerés a 2014-ben alapított Magyar Filmdíjak egyike, amelyet a Magyar Filmakadémia (MFA) tagjainak szavazata alapján ítélnek oda egy-egy év magyar filmtermésében mellékszereplőként legjobb alakítást nyújtó színésznek.
A díjra történő jelölés nem automatikus; arra azon művek alkotói jöhetnek számításba, amelyeket beneveztek a Magyar Mozgókép Fesztiválra. Nevezni az előző év január 1. és december 31. között moziforgalmazásba került vagy kerülő (forgalmazói szándéknyilatkozattal rendelkező), illetve televíziós csatorna műsorára tűzött, vagy nemzetközi filmfesztiválon versenyben vagy versenyen kívül szerepelt művet lehet.
Miután a Filmakadémia színész szekciójának tagjai január 1-je és 31-e között megnézték a benevezett műveket, titkos szavazással kiválasztják saját szakmájuk öt jelöltjét, akik felkerülnek a jelöltek listájára.
A listát február 1-jén hozzák nyilvánosságra. A jelölt alkotásokat a Magyar Filmhét műsorára tűzik.
A második körben az Akadémia tagjai e szűkített listáról választják ki egy újabb titkos szavazás során a díjra érdemesnek tartott művészt.
Az ünnepélyes díjátadóra Budapesten, a Magyar Filmhetet lezáró gálán kerül sor minden év március elején.

## Díjak és jelölések
A nyertesek a táblázat első sorában, félkövérrel vannak jelölve. 2021 óta az alkotói teljesítményeket a műfajokat összevonva értékelik.
| Év (Gála)                | Díjazottak és jelöltek | Megjegyzés               |
| Csak játékfilm kategória | Csak játékfilm kategória | Csak játékfilm kategória |
| ------------------------ | --- | ------------------------ |
| 2016 (1.)                | - Kulka János – Félvilág - Bán János – Liza, a rókatündér - Cserna Antal – Liza, a rókatündér - Derzsi János – A nagy füzet - Gálffi László – Utóélet                             |                          |
| 2017 (2.)                | - Fekete Ádám – Tiszta szívvel - Anger Zsolt – Hurok - Hegedűs D. Géza – Halj már meg! - László Zsolt – Kút - Trill Zsolt – A martfűi rém                                         | [ 5 ]                    |
| 2018 (3.)                | - Znamenák István – Az állampolgár - Jordán Tamás – Testről és lélekről - Keresztes Tamás – Kincsem - Kovács Lehel – Kincsem - Mészáros Máté – Jupiter holdja                     | [ 6 ]                    |
| 2019 (4.)                | - Nagy Zsolt – A hentes, a kurva és a félszemű - Fekete Ádám – Az Úr hangja - Gyabronka József – Lajkó – cigány az űrben - Kovács Zsolt – Rossz versek - Orosz Ákos – Örök tél    | [ 7 ]                    |
| 2020 (5.)                | Nem osztották ki. | Nem osztották ki.        |
| Összevont kategória      | |                          |
| 2021                     | Nem osztották ki. | Nem osztották ki.        |
| 2022                     | Nem osztották ki. | Nem osztották ki.        |
| 2023                     | - Thuróczy Szabolcs – Larry - Gáspár Tibor – Blokád - Horváth Lajos Ottó – Magasságok és mélységek - Kövesi Zsombor – Együtt kezdtük - Szarvas József – Az énekesnő               | [ 8 ] [ 9 ]              |
| 2024                     | - Gálffi László – Semmelweis - Yengibarian David – Mesterjátszma - Kovács Tamás – Semmelweis - László Zsolt – Hadik - Gáspár Tibor – Majdnem menyasszony                          | [ 10 ] [ 11 ] [ 12 ]     |
| 2025                     | - Horváth Lajos Ottó – Most vagy soha! - Szacsvay László – Ha átkelsz majd a nagy hegyen - Patrick Duffy – Lepattanó - Gerner Csaba – One more like - Kövesi Zsombor – S.E.R.E.G. | [ 13 ] [ 14 ]            |